# Бородина, Ольга Владимировна
О́льга Влади́мировна Бородина́ (род. 29 июля 1963, Ленинград, СССР) — советская и российская оперная певица (меццо-сопрано), солистка Мариинского театра. Народная артистка России (2002). Лауреат Государственной премии России (2007).

## Биография
Родилась 29 июля 1963 года, в Ленинграде (ныне Санкт-Петербург). Училась в Ленинградской консерватории в классе Ирины Богачёвой. В 1986 году стала победительницей I Всероссийского конкурса вокалистов, а через год приняла участие в XII Всесоюзном конкурсе молодых вокалистов имени М. И. Глинки и получила Первую премию.
С 1987 года — в труппе Мариинского театра (тогда — Ленинградский театр оперы и балета имени С. М. Кирова). Дебютной ролью в театре стала роль Зибеля в опере Шарля Гуно «Фауст». В дальнейшем на сцене Мариинского театра пела партии Марфы в «Хованщине» Мусоргского, Любаши в «Царской невесте» Римского-Корсакова, Ольги в «Евгении Онегине», Полины и Миловзора в «Пиковой даме» Чайковского, Кончаковны в «Князе Игоре» Бородина, Элен Курагиной в «Войне и мире» Прокофьева, Марины Мнишек в «Борисе Годунове» Мусоргского.
С начала 1990-х годов востребована на сценах лучших театров мира — «Метрополитен-опера», «Ковент-Гарден», опера Сан-Франциско, «Ла Скала». Работала со многими выдающимися дирижёрами современности: помимо Валерия Гергиева — с Риккардо Мути, Бернардом Хайтинком, Колином Дэвисом, Клаудио Аббадо, Николаусом Арнонкуром, Джеймсом Ливайном.
Воспитала четырёх детей.

## Награды и премии
- Лауреат Всесоюзного конкурса оперно-камерного пения (Пермь,1986, II премия)
- Лауреат XII Всесоюзного конкурса вокалистов им. М. И. Глинки (Баку, 1987, I премия)[2]
- Лауреат Международного конкурса им. Розы Понсель (Нью-Йорк, 1988, золотая медаль)[3]
- Лауреат Международного конкурса им. Франсиско Виньяса (Барселона, 1989, I премия и специальный приз как лучшему меццо-сопрано)[4]
- Лауреат высшей театральной премии Санкт-Петербурга «Золотой софит» за партию Любаши в опере «Царская невеста» (1997)[5]
- Лауреат премии им. Д. Д. Шостаковича Международного благотворительного фонда Юрия Башмета (2000)[6]
- Заслуженная артистка Российской Федерации (27 января 1995) — за заслуги в области искусства[7]
- Народная артистка Российской Федерации (2002)[8]
- Лауреат Государственной премии Российской Федерации за 2006 год[9].
- В 2011 году запись «Реквиема» Верди с Ольгой Бородиной и Чикагским симфоническим оркестром под управлением Риккардо Мути получила две премии Grammy («Лучший классический альбом» и «Лучшее хоровое исполнение»).

## Репертуар
- Зибель («Фауст», Ш. Гуно)
- Лаура («Каменный гость», А. Даргомыжский)
- Ольга («Евгений Онегин», П. Чайковский)
- Полина, Миловзор, Графиня («Пиковая дама», П. Чайковский)
- Кончаковна («Князь Игорь», А. Бородин)
- Марфа («Хованщина», М. Мусоргский)
- Марина Мнишек («Борис Годунов», М. Мусоргский)
- Саламбо («Саламбо», М. Мусоргский)
- Любаша («Царская невеста», Н. Римский-Корсаков)
- Элен Безухова («Война и мир», С. Прокофьев)
- Анджелина («Золушка», Дж. Россини)
- Изабелла («Итальянка в Алжире», Дж. Россини)
- Амнерис («Аида», Дж. Верди)
- Принцесса Эболи («Дон Карлос», Дж. Верди)
- Прециозилла («Сила судьбы», Дж. Верди)
- Лаура Адорно («Джоконда», А. Понкьелли)
- Принцесса де Буйон («Адриана Лекуврёр», Ф. Чилеа)
- Далила («Самсон и Далила», К. Сен-Санс)
- Маргарита («Осуждение Фауста», Г. Берлиоз)
- Кармен («Кармен», Ж. Бизе)
- Золушка («Золушка» , Дж. Россини )

## Аудиозаписи
- 1990 — Николай Римский-Корсаков, опера «Царская невеста» (Любаша), дирижёр — Валерий Гергиев
- 1991 — Сергей Прокофьев, опера «Война и мир» (Элен), дирижёр — Валерий Гергиев
- 1992  — Модест Мусоргский, опера «Хованщина» (Марфа) — Валерий Гергиев

## Видеозаписи
- 1990 — Модест Мусоргский, опера «Борис Годунов», редакция 1872 года (Марина Мнишек), постановка Андрея Тарковского, дирижёр — Валерий Гергиев.
- 1991 — Модест Мусоргский, опера «Хованщина» (Марфа) — Валерий Гергиев.
- 1998 — Камиль Сен-Санс, опера «Самсон и Далила», (Далила), постановка  «Метрополитен-Опера», дирижёр — Джеймс Ливайн, Постановка оперы была приурочена к 30-летию Пласидо Доминго на сцене Метрополитен-Опера[10].
- 1999 — Пётр Чайковский, опера "Пиковая дама" (Полина) — Валерий Гергиев.
- 2012 — Модест Мусоргский, опера «Хованщина» (Марфа) — Валерий Гергиев.